# Regiunea Centre-Ouest, Burkina Faso
Centre-Ouest este o diviziune de gradul I, localizată în statul Burkina Faso. Provincia cuprinde un număr de 4 regiuni:   Boulkiemdé, Sanguié, Sissili și Ziro. Reședința provinciei este orașul Koudougou. 

| Provincia  | Reședința | Populația (2006) |
| ---------- | --------- | ---------------- |
| Boulkiemdé | Koudougou | 259.395          |
| Sanguié    | Réo       | 330.342          |
| Sissili    | Léo       | 259.395          |
| Ziro       | Sapouy    | 330.342          |